# Grimes (Alabama)
Grimes város az USA Alabama államában, Dale megyében. Lakosainak száma 573 fő (2020. április 1.).

## Népesség
A település népességének változása:

| 2010 | 558 |
| 2020 | 573 |